# Misak-ı Millî

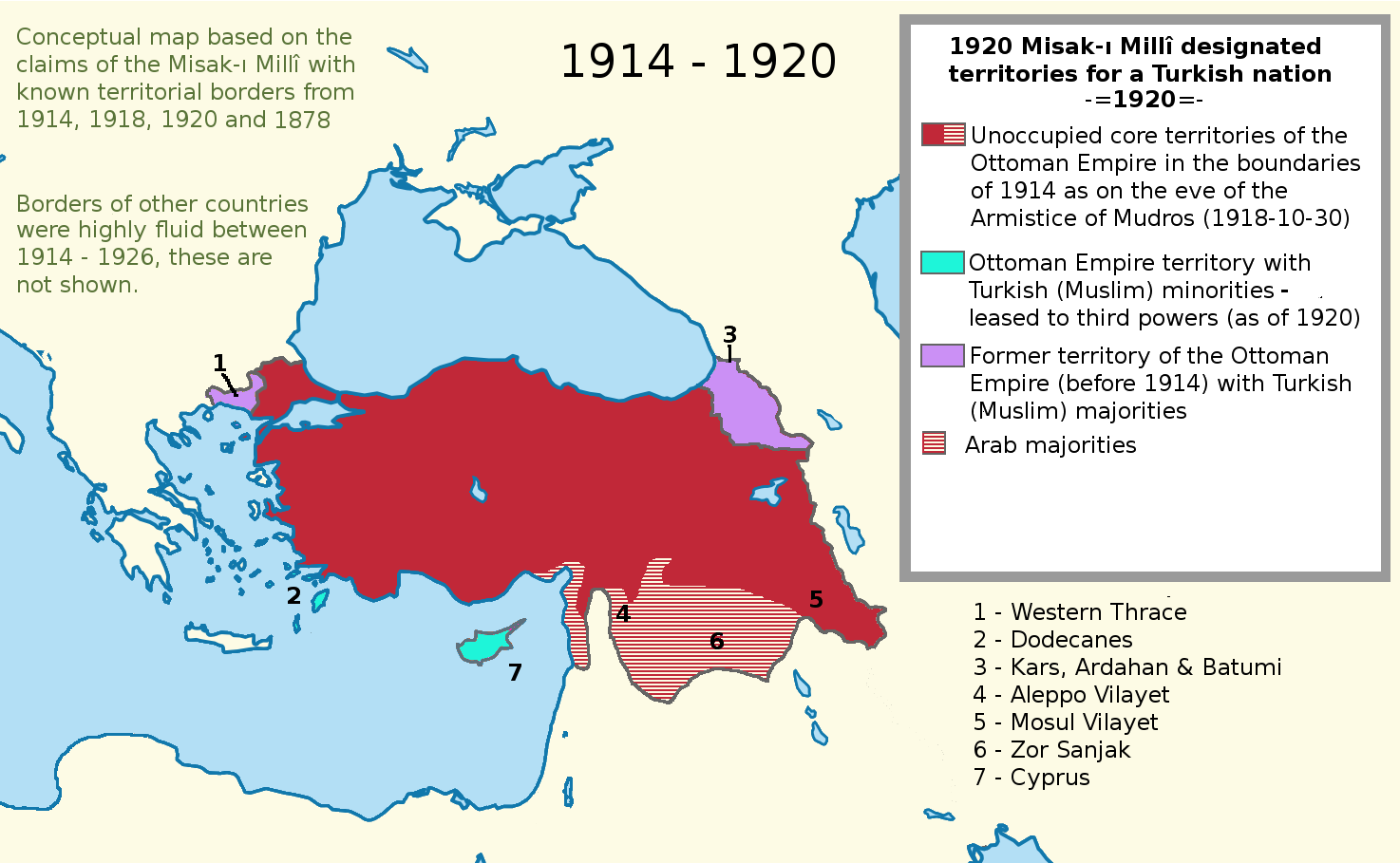
I confini della Repubblica di Turchia secondo il Patto Nazionale

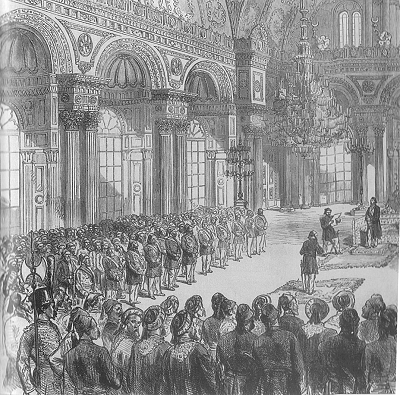
Il parlamento ottomano

Il Misak-ı Millî (Patto Nazionale) è l'insieme di sei decisioni prese dall'ultima legislatura del Parlamento ottomano. Il Parlamento, eletto nel 1919, si riunì il 28 gennaio 1920 e pubblicò le proprie decisioni il 12 febbraio 1920.
A causa della malattia di Mehmed VI fu il ministro dell'interno ottomano, Damat Ferid Pasha, a tenere il discorso di apertura del parlamento. Un gruppo di parlamentari chiamato Felâh-ı Vatan fu istituito dai compagni di Mustafa Kemal per riconoscere le decisioni prese al Congresso di Erzurum e al Congresso di Sivas. Mustafa Kemal dichiarò: "È il pugno di ferro della nazione che scrive il giuramento della nazione che è il principio fondamentale della nostra indipendenza negli annali della storia".
Queste decisioni preoccuparono gli alleati occupanti, provocando l'occupazione di Costantinopoli da parte delle truppe britanniche, francesi e italiane il 16 marzo 1920 e l'istituzione di un nuovo parlamento nazionalista turco, la Grande Assemblea Nazionale della Turchia, ad Ankara . Ciò intensificò la guerra d'indipendenza turca contro gli alleati.
Le sei decisioni del Misak-ı Millî prese dal defunto parlamento ottomano furono successivamente utilizzate come base per le rivendicazioni della Grande Assemblea Nazionale nel Trattato di Kars e della nuova Repubblica di Turchia nel Trattato di Losanna.

## Giuramento nazionale
1. Il futuro dei territori abitati a maggioranza araba al momento della firma dell'armistizio di Mudros sarà determinato da un referendum. D'altra parte, i territori che non erano occupati in quel momento e abitati da una maggioranza turca sono la patria della nazione turca.
2. Lo status di Kars, Ardahan e Batumi può essere determinato da un referendum.
3. Lo status della Tracia occidentale sarà determinato dai voti dei suoi abitanti.
4. Dovrebbe essere garantita la sicurezza di Costantinopoli e Marmara. Il trasporto e il libero scambio nello stretto del Bosforo e dei Dardanelli saranno determinati dalla Turchia e da altri paesi interessati.
5. I diritti delle minoranze saranno emessi a condizione che i diritti delle minoranze musulmane nei paesi vicini siano protetti.
6. Per svilupparsi in ogni campo, il paese dovrebbe essere indipendente e libero; tutte le restrizioni allo sviluppo politico, giudiziario e finanziario saranno eliminate.